# Phoracantha rugithoracica
Phoracantha rugithoracica är en skalbaggsart som beskrevs av Wang 1995. Phoracantha rugithoracica ingår i släktet Phoracantha och familjen långhorningar. Inga underarter finns listade i Catalogue of Life.